# Parafia Przemienienia Pańskiego w Krasnopolu
Parafia Przemienienia Pańskiego w Krasnopolu – rzymskokatolicka parafia leżąca w dekanacie Sejny należącym do diecezji ełckiej. Erygowana w 1781. Mieści się przy ulicy Wojska Polskiego.
Obszarem parafia obejmuje kolejne miejscowości: Aleksandrowo, Buda Ruska, Czarna Buchta, Gremzdel, Gremzdy Polskie, Jeglówek, Krasne, Krasnopol, Krucieniszki, Michnowce, Pawłówka, Romanowce, Żłobin, Żubronajcie.
Stan parafian na rok 2018 to 1395 katolików na 1847 mieszkańców terenu parafii. Parafia zarządza dwoma cmentarzami grzebalnymi w miejscowości Krasnopol - ul. Słoneczna.